# Стоян Бояджиев (поборник)
 Тази статия е за поборника от Априлското въстание.  За дееца на ВМРО-СМД вижте Стоян Бояджиев.  
Стоян Нейчов Бояджиев е български революционер, участник в Априлското въстание от 1876 г.
Стоян Бояджиев е роден в село Копривщица в семейството на Ненчо Бояджиев и Мария Стоянова. Прехраната си изкарва като бръснар в селото. На 4 април 1876 г. е назначен от Революционният съвет, като негов член за четоводец (командир)
на боен отряд за участие във всенародното дело. На неговите другари е била възложена задача за тайното снабдяване на комитета и неговата чета с барут. Доставката извършвали по време на хода на цялото въстание, дори и на други чети. На 20 април, в деня на обявяване на въстанието, под негово предводителство заедно с хората си взима участие в началото на бунта, а на 21 и 22 е охрана на пътя за Филибе. След това още на 23 е изпратен за да подпомогне обсадата на съседното село Стрелча. При контраатака на турската конница заедно с четата се изтегля обратно в Копривщица, оставяйки няколко убити другари. До падането на селото обратно под турско управление отново брани родното си място.
След разгрома е заловен и откаран във Филибе, където е обвинен от властите за своята бунтовна дейност. След пет месечен престой в тъмницата е освободен поради недоказаност на обвиненията.